# Cimbelino (Niccolò van Westerhout)
Cimbelino è un dramma lirico in quattro atti, composto da Niccolò van Westerhout su libretto di Enrico Golisciani. 
Riutilizzava parte della musica scritta da van Westerhout per l'opera lasciata incompiuta Una notte a Venezia.
La prima rappresentazione del dramma ebbe luogo al Teatro Argentina di Roma, il 7 aprile 1892.

## Interpreti
- Giuseppe Rapp: Cimbelino, re di Britannia
- Giulia Sporeni: la regina
- Elvira Colonnese: Imogene, figlia in primo letto del re
- Vittorina Fabbri: Cloteno, figlio in primo letto della regina
- Benedetto Lucignano: Leonato Postumo, duce britanno
- Leone Fumagalli: Jachimo, duce romano
- Costantino Caldani: Cajo Lucio, legato romano
- Francesco Niccoletti: Pisanio, vecchio confidente di Leonato
- Costantino Caldani: l'archidruido
- Ancella di Imogene